# Oboe d’amore
Die Oboe d’amore (französisch hautbois d’amour; auch Liebesoboe und Große Hoboe) gehört zur Familie der Oboeninstrumente. Die Bezeichnung „d’amore“ (deutsch „Liebes-“) ist ein Überbleibsel aus der Renaissance, in der auch andere Instrumente (z. B. Viola d’amore) diesen Beinamen aufgrund ihres warmen und lieblichen Klanges erhalten haben.
Charakteristisch für dieses Holzblasinstrument ist der kugel- oder birnenförmige Schallbecher (Liebesfuß). Wie das ähnliche Englisch Horn handelt es sich um eine Altoboe.

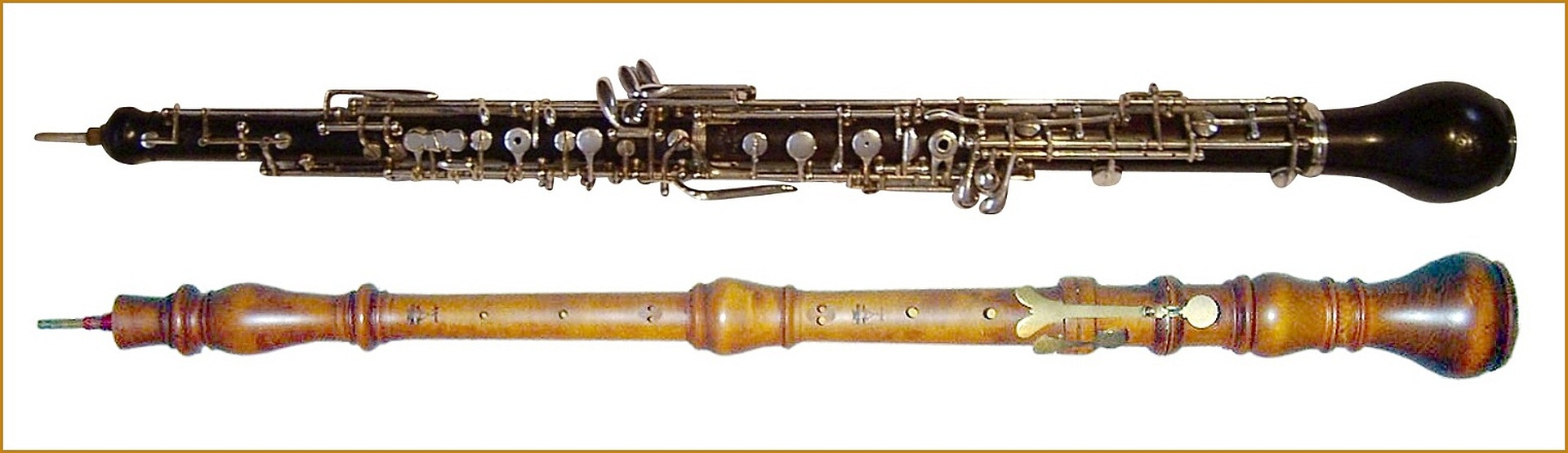
Oben: Moderne Oboe d’amore von F. Lorée, Paris - unten: Kopie eines barocken Instruments

## Bauform und Klang
Die Oboe d’amore ist in a gestimmt, also eine kleine Terz tiefer als die Oboe, und steht somit in der Mezzosopranlage. Der Tonumfang reicht von (klingend) as bis e3. In Aufbau und Klappenmechanik ähnelt sie der Oboe, ist jedoch mit einer Gesamtlänge von 72 cm um 7 cm länger. Wie auch beim Englischhorn wird das Mundstück (Doppelrohrblatt, von Oboisten kurz „Rohr“ genannt) auf den sogenannten S-Bogen, ein metallenes, gebogenes, sich verjüngendes Verbindungsstück zwischen Korpus und Rohr, aufgesetzt. Der S-Bogen hat starken Einfluss auf den Klangcharakter und die Intonation.
Das Fußstück bezeichnet man als „Liebesfuß“. Es ist nicht wie bei der Oboe als Schalltrichter geformt, sondern am unteren Ende ähnlich der Form einer Birne wieder verengt. Manche moderne Modelle haben auch ein trichterförmiges Fußstück.
Die Klangfarbe ist insgesamt weicher als die der Oboe, speziell im tiefen Register ähnelt sie stark dem Englischhorn, wird aber mit zunehmender Höhe der Oboe ähnlicher. Im Instrumentenbau stellte die Oboe d’amore lange Zeit eine große Herausforderung dar und galt in den verschiedenen Registern als unausgewogen, mit starken Schwächen in der Intonation und war im Spiel dadurch sehr unkomfortabel. Die Gründe waren vor allem im seltenen Gebrauch, zumeist nur zur Weihnachts- und Passionszeit, zu finden, und es wurden entsprechend wenig Instrumente gebaut und gespielt. Moderne Bauformen haben diese Probleme weitgehend ausgemerzt, das Instrument lässt sich mittlerweile nach entsprechender Gewöhnung an die Eigenheiten bequem spielen.
Die Oboe d’amore erfreute sich im Barock durchaus noch Beliebtheit, verschwand dann aber in der Klassik, vor allem durch die zunehmende Beliebtheit von Horn und Klarinette, völlig und geriet in Vergessenheit. Mitte des 19. Jahrhunderts erfuhr Bachs Musik dem damaligen Zeitgeist entsprechend wieder zunehmendes Interesse, da aber keine spielbaren Instrumente mehr existierten, wurden die für die Oboe d’amore vorgesehenen Stellen entweder für Oboe oder Englischhorn transponiert. Erst 1874 wurde wieder eine Oboe d’amore von Victor-Charles Mahillon entwickelt und gebaut. Gegenwärtig bieten Hersteller wie z. B. Gebr. Mönnig - Oscar Adler & Co., Gustav Mollenhauer und Söhne, Marigaux, Lorée und Bulgheroni Instrumente an.

## Verwendung in der Musik
Generell fand die Oboe d’amore vor allem in der evangelischen Kirchenmusik zur Barockzeit Verwendung. Johann Sebastian Bach übertrug der Oboe d’amore große Soli mit ausgeprägten Kantilenen, z. B. in Quia respexit (Magnificat), und setzte sie als polyphone Begleitstimme ein, z. B. in Qui sedes ad dexteram Patris (h-Moll-Messe). Im Weihnachtsoratorium spielen zwei Oboen d’amore, meistens anstelle der Oboe und häufig auch paarweise – hauptsächlich dann, wenn die Tonart dies nahelegt. Sie wird zum Beispiel als Oberstimme in der Parodie-Arie Erleucht auch meine finstre Sinnen eingesetzt (fis-Moll).
Im modernen Sinfonieorchester wird die Oboe d’amore vergleichsweise selten eingesetzt, z. B. in der Sinfonia domestica von Richard Strauss oder in Ravels Boléro. Gustav Mahler komponierte eine Oboe d’amore-Stimme in einem seiner Rückertlieder Um Mitternacht, die einen Glissandoeffekt vorsieht, der auf der Oboe d’amore jedoch nicht umsetzbar ist.
Solistisch wurde die Oboe d’amore hauptsächlich im Barock eingesetzt. Hierbei seien besonders die Werke von Georg Philipp Telemann hervorgehoben: das Konzert G-Dur für Oboe d’amore, Streicher und Basso continuo (TWV 51:G3) und das Konzert A-Dur für Oboe d’amore, Streicher und B.c. (TWV 51:A2). Von Johann Sebastian Bach stammt das Konzert A-Dur für Oboe d’amore, Streicher und B.c. (Basso continuo) (BWV 1055R) und das Konzert in D-Dur für Oboe d’amore, Streicher und B.c. (BWV 1053R), das in dieser Form auch in Es- bzw. F-Dur für Oboe existiert. Bei beiden Konzerten handelt sich um sogenannte Rekonstruktionen, das heißt, es lässt sich nicht mit Sicherheit sagen, ob diese Werke tatsächlich ursprünglich für die Oboe d’amore oder Oboe komponiert wurden, allerdings lassen Führung des Soloinstrumentes und satztechnische Eigenheiten wie z. B. Tonumfangsbegrenzungen darauf schließen.
Ein Konzert in A-Dur für Oboe d’amore, Streicher und B.c. wird Antonio Lotti zugeschrieben.
Zwei weitere Konzerte stammen von Carl Ditters von Dittersdorf. Zahlreiche Concerti Grossi und Solokonzerte des italienischen Hoch- und Spätbarocks involvieren die Oboe oder die Oboe d’amore als Soloinstrumente, so zum Beispiel bei Antonio Vivaldi und besonders bei Tomaso Albinoni.
In der Kammermusik ist das Konzert für Flöte, Oboe d’amore und Viola d’amore in E-Dur (TWV 53:E1) von Georg Philipp Telemann zu nennen.
In der späteren bis gegenwärtigen Literatur lassen sich fast ausschließlich Bearbeitungen finden, indem geeignete Stücke, die ursprünglich für Violine, Cello oder Klarinette geschrieben wurden, entsprechend transponiert werden, z. B. Robert Schumanns Drei Fantasien op. 73.